# Melvin Andrews
Melvin Andrews (sinh ngày 21 tháng 1 năm 1974) là một cầu thủ bóng đá đến từ Saint Vincent và Grenadines hiện tại thi đấu cho Hope International FC, ở vị trí thủ môn. Anh thi đấu ở Honduras cho Club Deportivo Palestino giai đoạn 1996-1998.

## Sự nghiệp câu lạc bộ
Andrews cũng từng thi đấu cho North East Stars ở TT Pro League và cho Positive Vibes tại Giải bóng đá vô địch quốc gia Quần đảo Virgin thuộc Mỹ.

## Sự nghiệp quốc tế
Anh là một trong những cầu thủ có nhiều lần ra sân nhất cho đội tuyển quốc gia với 145 trận, bao gồm cả các trận không chính thức.